# Chiloschista usneoides
Chiloschista usneoides là một loài thực vật có hoa trong họ Lan. Loài này được (D.Don) Lindl. mô tả khoa học đầu tiên năm 1832.